# Vurmat (Podvelka)
Vurmat is een plaats in Slovenië en maakt deel uit van de gemeente Podvelka in de NUTS-3-regio Koroška. De plaats telde 162 inwoners op 1 januari 2020.